# Edificio de la Junta de Obras del Puerto (Barcelona)
El edificio de la Junta de Obras del Puerto (en catalán: edifici de la Junta d'Obres del Port) se encuentra en el muelle de Bosch i Alsina, en Barcelona (distrito de Ciutat Vella). Fue construido por Julio Valdés entre 1903 y 1907, en estilo ecléctico. Fue la sede de la administración del puerto de Barcelona desde 1918 hasta 2010.
Este inmueble está inscrito como Bien Cultural de Interés Local (BCIL) en el Inventario del Patrimonio Cultural catalán con el código 869.

## Historia y descripción

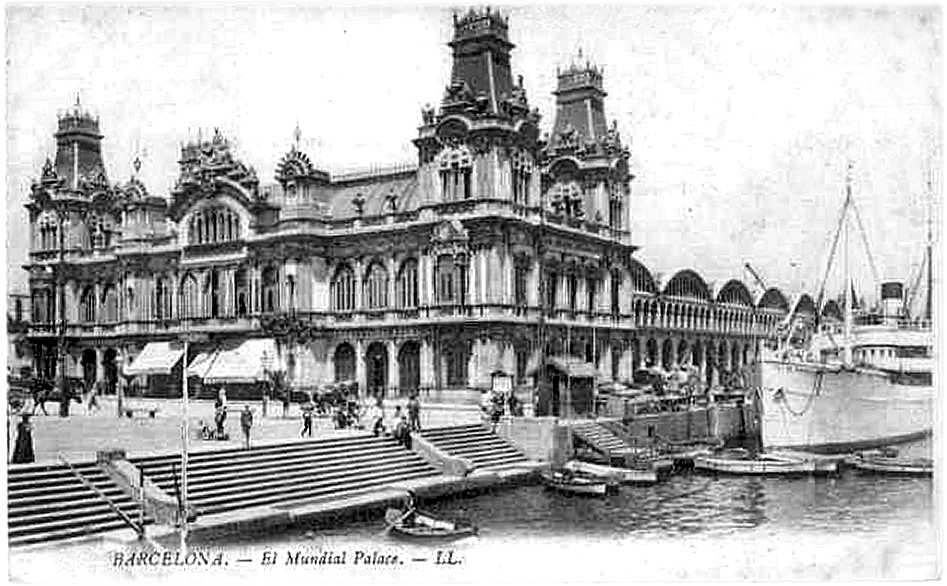
Fotografía de 1917

El edificio se encuentra en el muelle de Bosch i Alsina, al final de la Rambla, frente al Gobierno Militar de Barcelona y el monumento a Colón, mientras que por el lado mar se halla frente al puente de la Rambla de Mar que da acceso a la zona del Maremagnum; junto a él se encuentra el embarcadero de las golondrinas. Fue concebido como terminal de pasajeros del puerto de Barcelona, con un proyecto de Julio Valdés, un ingeniero de caminos, canales y puertos que por entonces tenía el cargo de subdirector del puerto. Se construyó entre 1903 y 1907, en un estilo ecléctico inspirado en los palacios y casinos franceses de tipo Beaux-Arts. De planta rectangular, tiene planta baja y un piso, con torres en cada uno de sus ángulos. Originalmente tenía en la planta baja la terminal de pasajeros, con oficinas de correos y aduana, mientras que en el piso superior se hallaba un restaurante llamado El Mundial Palace.

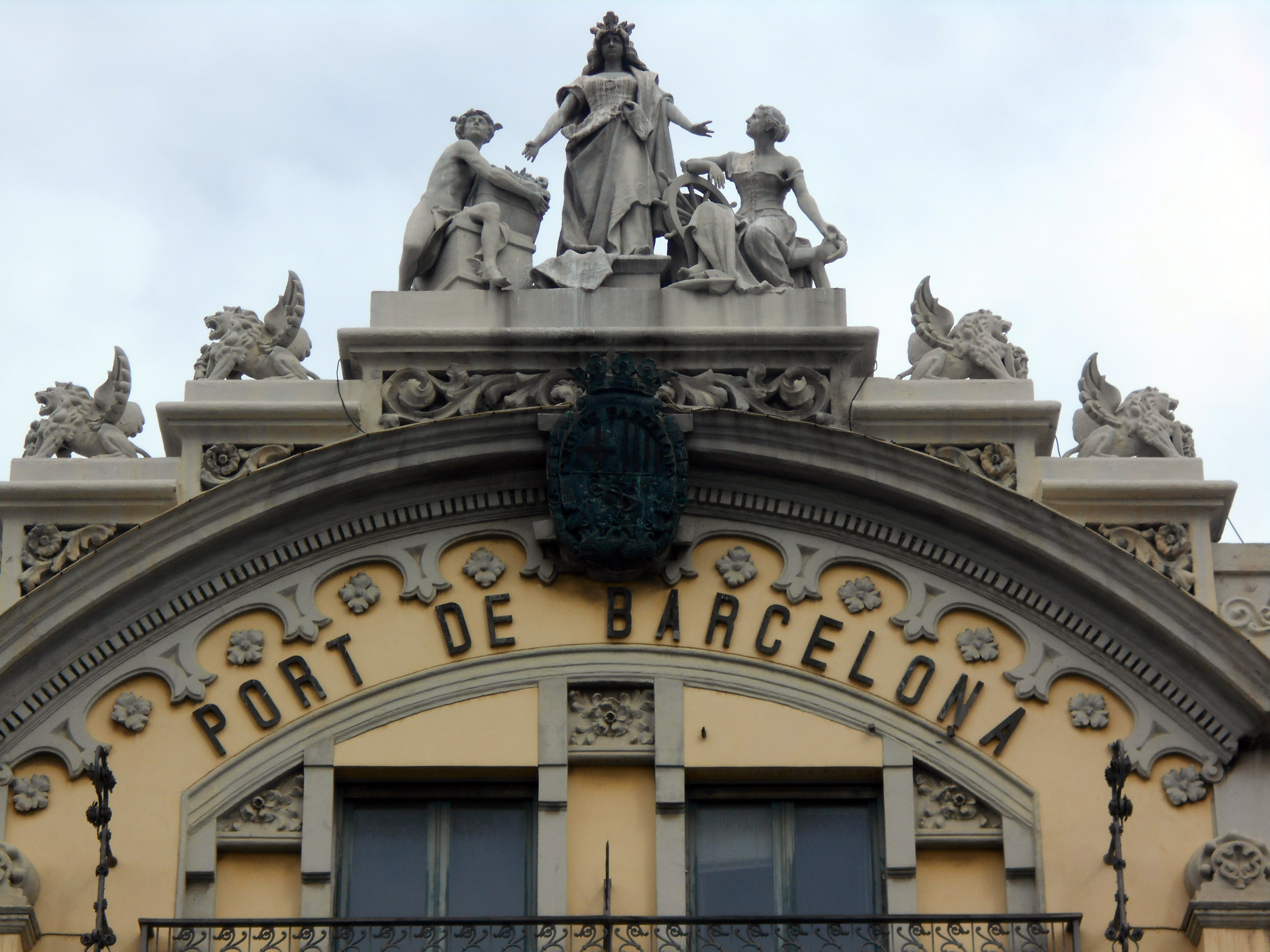
Barcelona protege la Marina y el Comercio

La fachada del edificio está coronada por el grupo escultórico Barcelona protege la Marina y el Comercio, obra de Joan Serra Pau de 1907. La ciudad está representada como una reina coronada, con un vestido de la época, ceñido a la cintura y con un manto sobre la falda. A su derecha se encuentra el dios Mercurio representando al Comercio; está sentado sobre una caja y sostiene un fardo con ambos brazos, y está tocado con el habitual casco alado, pero no con el caduceo que suele acompañar a esta figura. En el otro lado se halla la Marina, representada por una joven ataviada igualmente con un vestido de la época; se apoya con el brazo derecho sobre una rueda de timón, mientras que el izquierdo se apoya en un ancla. A ambos costados de este grupo y en sucesivos escalones hay figuras de leones alados. El resto del coronamiento del edificio tiene también una decoración escultórica centrada en los motivos marinos, como tritones, embarcaciones y una efigie de Poseidón, así como cornucopias.
El restaurante fue escenario habitual de banquetes organizados por diversas instituciones sociales y culturales, así como bodas de la burguesía. En 1908 recibió la visita del rey Alfonso XIII. Un año después de la inauguración del restaurante se instaló también el Museo Comercial, promovido por la Unión de Productores de España para el Fomento de la Exportación.
En 1918 el edificio fue destinado a sede de la Junta de Obras del Puerto, el órgano administrativo encargado de gestionar el puerto de Barcelona, que en 1978 pasó a denominarse Puerto Autónomo de Barcelona y, desde 1992, Autoridad Portuaria de Barcelona.

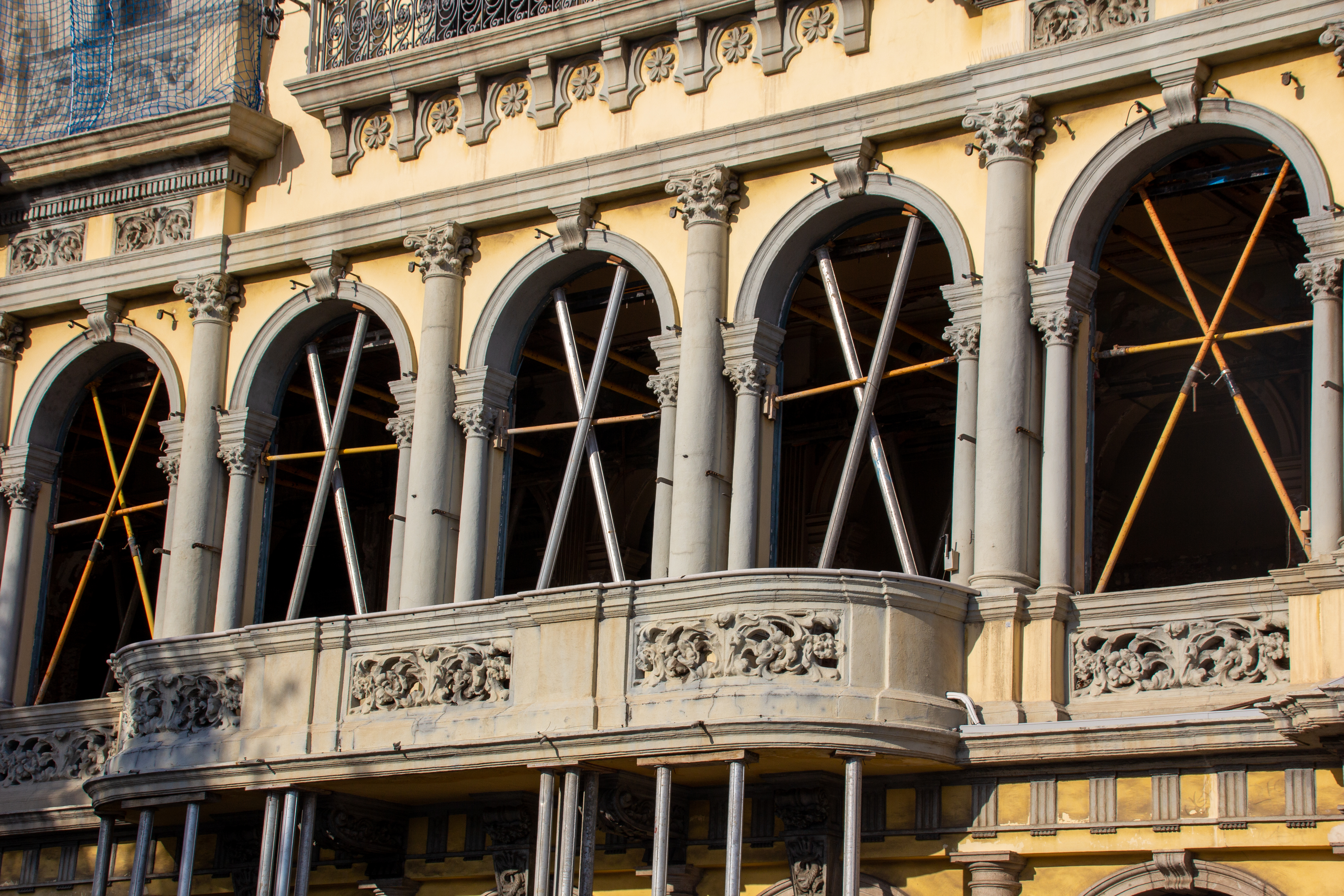
El edificio en 2019, durante las obras de rehabilitación

En 2010 Autoridad Portuaria de Barcelona trasladó su sede y oficinas al World Trade Center, iniciándose un proyecto para transformar el edificio histórico en un centro de divulgación del Puerto de Barcelona. En 2015 se licitaron las obras de rehabilitación, que recuperarán la distribución original del edificio, con un único piso.